# Betty Abah
Betty Abah (ur. 6 marca 1974 w Oturkpo) – nigeryjska dziennikarka, poetka i działaczka na rzecz praw kobiet i dzieci. Założycielka i dyrektorka CEE HOPE – Centre for Children’s Health Education, Orientation and Protection, organizacji non-profit walczącej o prawa kobiet i dzieci w Nigerii.

## Życiorys

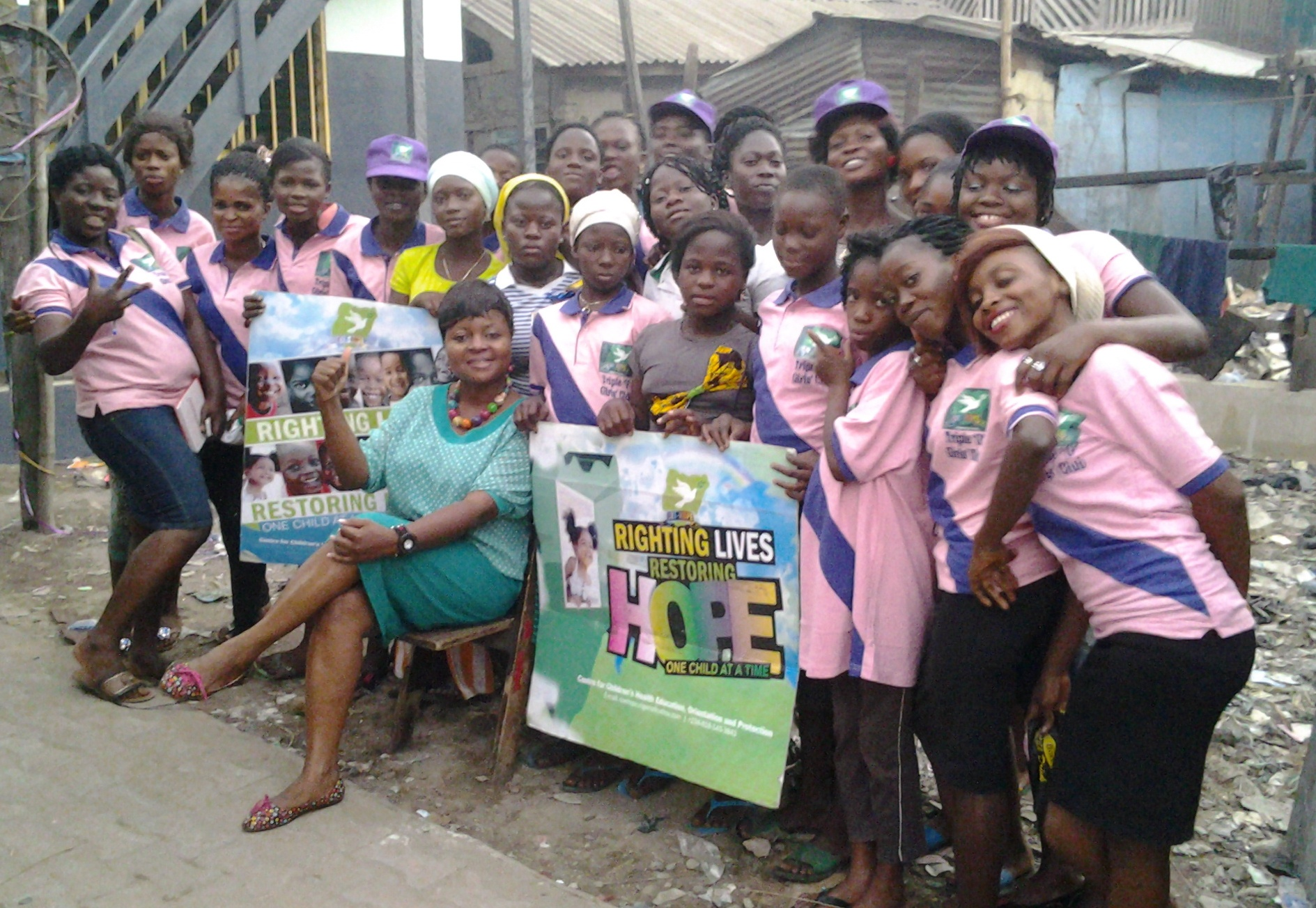
Betty Abah z Triple Girls' Club, 2015

Betty urodziła się w 1974 r. w Nigerii, w stanie Benue. Uczyła się w Wesley High School w Oturkpo. Studiowała filologię angielską i literaturoznawstwo na University of Calabar. Tytuł magistra literatury angielskiej uzyskała na University of Lagos. Pracowała jako dziennikarka dla Newswatch i TELL a także współpracował z Rocky Mountain News w Kolorado. Za swoją pracę otrzymała nagrodę Nigeria Media Merit Award, Diamond Award for Media Excellence, Red Ribbon Awards for HIV Reporting, Wole Soyinka Award for Investigative Reporting. 
W 2008 r. porzuciła dziennikarstwo i poświęciła się pracy w organizacjach zajmujących się prawami kobiet i dzieci. Współpracowała z Environmental Rights Action, organizowała kampanie na rzecz praw człowieka, z których wiele zrealizowała pisząc na platformach mediów społecznościowych i tradycyjnych, tworząc krótkie filmy dokumentalne, a także udzielając wywiadów dla radia, telewizji, zarówno lokalnie, jak i na arenie międzynarodowej. 
Jest fundatorką i dyrektorką Centre for Children’s Health Education, Orientation and Protection (CEE-HOPE), organizacji działającej na rzecz kobiet w społecznościach slumsów w Nigerii, w tym Makoko w Lagos, największej osadzie slumsów w tym rejonie. Programy CEE-HOPE koncentrują się na zwiększeniu roli kobiet w społeczeństwie, mentoringu i walce z najbardziej palącymi problemami, takimi jak: ciąże nastolatek, porzucanie szkoły i małżeństwa dzieci.  
Za swoją pracę otrzymała wiele nagród m.in.: Alfred Friendly Press Fellowships, John Knight Health Reporting Fellowship, Kaiser Family Foundation Fellowship, Global Tobacco Control Leadership Program ufundowany przez Uniwersytet Johnsa Hopkinsa i RiseUp Fellow.

## Twórczość
Wiersze zaczęła pisać w wieku 10 lat. Na jej twórczość duży wpływ miała twórczość nigeryjskich poetów J. P. Clarka, Gabriela Okara i Odii Ofeimuna. W 2011 r. wydała pierwszy tom poezji Sound of Broken Chains, w roku następnym wydała kolejny Go Tell Our King. W 2015 r. opublikowała biografię Ebele Ofoma Eko Mother of multitudes.

## Wybrana twórczość

### Poezja
- Sound of Broken Chains, 2011
- Go Tell Our King, 2012

### Proza
- Mother of multitudes, 2015